# Xuân Thái
Xuân Thái là một xã thuộc huyện Như Thanh, tỉnh Thanh Hóa, Việt Nam.
Xã có diện tích 119,72 km², dân số năm 1999 là 3669 người, mật độ dân số đạt 31 người/km².